# Дочка Тереса I
Дочка Тереса I (V століття до н. е.) — дочка одриського царя Тереса I, що вийшла заміж за скіфського правителя Аріапейта, мати Октамасада.
На початку V століття до зв. е. між скіфами, що вторглися до Фракії, і одрисами сталася низка зіткнень. Вони були завершені укладанням династичного шлюбу між скіфським правителем Аріапейтом та дочкою одриського царя Тереса I. Ім'я її історичні джерела, зокрема Геродот, не називають.
На думку істориків Юрія Виноградова та Андрія Алексєєва, цей союз був укладений близько 480-470 років до н. е., на думку Костянтина Анісімова — між 493 і 471 роками до н. е.
У результаті кордон між колишніми противниками було встановлено Дунаєм. Мир сприяв стабілізації економічного становища у всьому Північному Причорномор'ї. Однак згодом у фракійської дружини Аріапейта знайшов притулок її невідомий на ім'я брат, вигнаний під час династичної боротьби після смерті батька іншим сином Тереса Сіталком.
У шлюбі Аріапейта й одиски народився Октамасад, який міг виховуватися матір'ю, за припущенням Тетяни Кузнєцової, у фракійсько-діонісійському дусі.